# It Is Time for a Love Revolution
It Is Time for a Love Revolution ist das achte Studioalbum von Lenny Kravitz.

## Zur Entstehung
Das Album wurde von Kravitz etwas rauer produziert als der Vorgänger. Leichte Einflüsse aus dem Funk gibt es etwa bei Dancin' Til Dawn. Viele Stücke schrieb Kravitz' Gitarrist Craig Ross mit. Nur bei Good Morning war Tony LeMans als Songschreiber beteiligt.

## Titelliste
1. Love Revolution (Lenny Kravitz, Craig Ross) – 3:14
2. Bring It On (Kravitz) – 3:35
3. Good Morning (Kravitz, Tony LeMans) – 4:17
4. Love Love Love (Kravitz, Ross) – 3:21
5. If You Want It (Kravitz, Ross) – 5:08
6. I’ll Be Waiting (Kravitz, Ross) – 4:19
7. Will You Marry Me (Kravitz, Ross) – 3:44
8. I Love the Rain (Kravitz) – 4:44
9. A Long and Sad Goodbye (Kravitz, Ross) – 5:58
10. Dancin’ Til Dawn (Kravitz, Ross) – 5:09
11. This Moment Is All There Is (Kravitz) – 5:07
12. A New Door (Kravitz) – 4:39
13. Back in Vietnam (Kravitz) – 3:45
14. I Want to Go Home (Kravitz) – 5:06

## Rezeption
Laut.de sah Einflüsse von Led Zeppelin und schrieb: „Lenny Kravitz liefert ein mehr als nur solides Album ab und macht den – im Nachhinein als glatten Ausfall zu bezeichnenden – Fehltritt namens «Baptism» vergessen“. Entertainment Weekly gab die Note B und schrieb: „His infamous mane may be shorn, but the songs on It Is Time for a Love Revolution remain the same: guitar-heavy, psychedelic-swirly, and determinedly flower-powered. A bit of a lazy lyricist (ready and steady? They rhyme!), Kravitz still knows how to turn it out musically“.

## Kommerzieller Erfolg

### Chartplatzierungen
Das Album erreichte Platz drei der deutschen Charts, Platz zwei in Österreich und Platz vier in den USA und kam in der Schweiz bis auf Platz eins.
| ChartsChartplatzierungen       | Höchstplatzierung | Wochen |
| ------------------------------ | ----------------- | ------ |
| Deutschland (GfK)              | 3 (21 Wo.)        | 21     |
| Österreich (Ö3)                | 2 (22 Wo.)        | 22     |
| Schweiz (IFPI)                 | 1 (34 Wo.)        | 34     |
| Vereinigte Staaten (Billboard) | 4 (9 Wo.)         | 9      |
| Vereinigtes Königreich (OCC)   | 42 (2 Wo.)        | 2      |

| ChartsJahrescharts (2008) | Platzierung |
| ------------------------- | ----------- |
| Deutschland (GfK)         | 45          |
| Österreich (Ö3)           | 40          |
| Schweiz (IFPI)            | 13          |

### Auszeichnungen für Musikverkäufe
| Land/Region        | Auszeichnungen für Musikverkäufe (Land/Region, Auszeichnung, Verkäufe) | Verkäufe |
| ------------------ | ---------------------------------------------------------------------- | -------- |
| Belgien (BRMA)     | Gold                                                                   | 15.000   |
| Deutschland (BVMI) | Gold                                                                   | 100.000  |
| Frankreich (SNEP)  | Platin                                                                 | 200.000  |
| Österreich (IFPI)  | Gold                                                                   | 10.000   |
| Polen (ZPAV)       | Gold                                                                   | 10.000   |
| Russland (NFPF)    | Gold                                                                   | 10.000   |
| Schweiz (IFPI)     | Gold                                                                   | 15.000   |
| Insgesamt          | 6× Gold · 1× Platin ·                                                  | 360.000  |

Hauptartikel: Lenny Kravitz/Auszeichnungen für Musikverkäufe